# Шестерюк, Анатолий Степанович
Анато́лий Степа́нович Шестерю́к (род. 6 июля 1952 год, с. Хозарасп Хорезмской области Узбекской ССР) — российский правовед, Доктор юридических наук, профессор кафедры экологического и земельного права юридического факультета Московского государственного университета имени М. В. Ломоносова.

## Образование
В 1970 году А. С. Шестерюк поступил на Юридический факультет Ленинградского ордена Ленина и ордена Трудового Красного Знамени государственного университета имени А. А. Жданова, который успешно окончил в 1975 году.
В 1975—1978 годах А. С. Шестерюк обучался в очной аспирантуре ЛГУ имени А. А. Жданова по кафедре земельного и колхозного права.
26 апреля 1979 года А. С. Шестерюк защитил кандидатскую диссертацию по теме «Теоретические проблемы кодификации законодательства об охране окружающей среды в СССР» (научный руководитель профессор А. М. Каландадзе). Защита состоялась на Юридическом факультете Ленинградского государственного университета.

## Карьера
C 26 сентября 1978 года А. С. Шестерюк работал в должности ассистента кафедры земельного и колхозного права Юридического факультета Ленинградского госуниверситета, с 01 июня 1981 года по 23 января 1993 года — в должности доцента указанной кафедры.
С 23 января 1993 года по 18 марта 1994 года А. С. Шестерюк работал советником Отдела по работе с постоянными комиссиями Совета Межпарламентской Ассамблеи государств-участников Содружества Независимых Государств.
С 19 марта 1994 года по 25 апреля 2001 года А. С. Шестерюк работал в должности доцента кафедры правовой охраны окружающей среды Юридического факультета Ленинградского Государственного Университета.
10 декабря 2000 года на Юридическом факультете Московского Государственного университета имени М. В. Ломоносова А. С. Шестерюк защитил докторскую диссертацию по теме «Экологическое право: проблемы методологии».

## Преподавательская деятельность
Доктор юридических наук, профессор А. С. Шестерюк работает на Юридическом факультете Московского Государственного университета имени М. В. Ломоносова с 07 февраля 2004 года (по совместительству). Читает специальный курс «Законодательство субъекта Российской Федерации о государственном управлении и государственном контроле в области охраны окружающей среды (на примере г. Москвы)».
Областью научных исследований А. С. Шестерюка являются проблемы методологии экологического права, проблемы кодификации законодательства об охране окружающей среды.

## Публикации
Автор более 50 научных работ, в том числе 3 монографий, ряда учебных пособий (в соавторстве), среди них:
- Система природоохранительного законодательства в СССР // Правоведение. 1978. № 4. С.35-42;[3]
- Вопросы кодификации законодательства об охране окружающей среды. Л.: Издательство ЛГУ. 1984. — 184 с.;
- Советское право и охрана окружающей среды // 70 лет советского государства и права. Л., 1987. С. 44-65;
- Экологическое право России: Учебник. М.: ИМЭП. 1997—230 с. (в соавт.);
- Развитие науки экологического права в Швеции (тезисы доклада) // Экологическое право России. Сб. материалов научно-практических конференций. Юбилейный выпуск. 1996—1998 гг. / Под ред. проф. А. К. Голиченкова. М.: Зерцало. 1999. С. 181—183;
- Экологическое право: вопросы теории и методологии анализы. Спб.: Издательство СПбГУ. 2000. — 92 с.
- Экологическое право и вопросы кодификации экологического законодательства Российской Федерации // Экологическое право России. Сб. материалов научно-практических конференций. Юбилейный выпуск. 1995—2004 гг.: В 3-х тт. / Под ред. проф. А. К. Голиченкова. М.: ТИССО. 2004. Т.2. С. 264—271.

С 2003 года А. С. Шестерюк работал в структурах Правительства г. Москвы, в том числе в должности начальника Управления инспекционного экологического контроля Департамента природопользования и охраны окружающей среды города Москвы, структурах Российского Фонда федерального имущества. Награждён золотой медалью «За вклад в развитие уголовно-исполнительной системы России».
С июля 2008 года А. С. Шестерюк — заместитель руководителя территориального управления Росимущества по городу Москве. С июня 2009 года — руководитель Территориального управления Росимущества в городе Москве.